# Morton DaCosta
Morton Tecosky, dit Morton DaCosta, est un metteur en scène de théâtre, réalisateur et producteur de cinéma américain, né le 7 mars 1914 à Philadelphie (Pennsylvanie) et mort le 29 janvier 1989 à Redding (Connecticut).

## Filmographie
Réalisateur
- 1956 : Plain and Fancy (téléfilm)
- 1958 : Ma tante (Auntie Mame)
- 1962 : Le Marchand de fanfares (The Music Man)
- 1963 : Du rififi chez les Grecs (en) (Island of Love)